# Canada-France en rugby à XV
Cet article retrace les confrontations entre l'équipe du Canada de rugby à XV et l'équipe de France de rugby à XV. Les deux équipes se sont affrontées à neuf reprises dont quatre fois en Coupe du monde. Les Canadiens l'ont emporté une fois et les Français huit fois.

## Historique

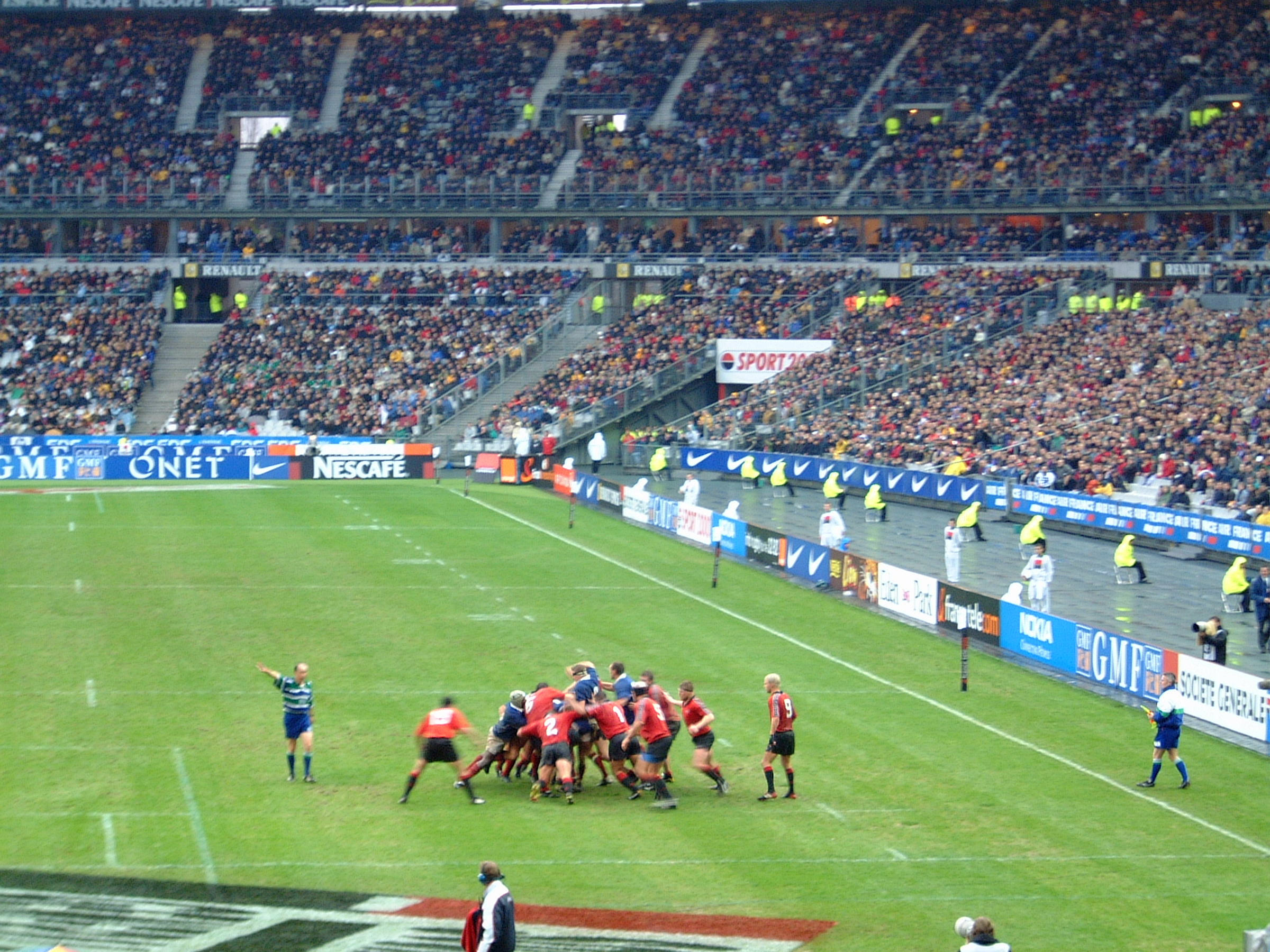
Test match au Stade de France le 23 11.

Si la France a globalement toujours été une nation supérieure au Canada sur le plan rugbystique, le Canada a remporté un match iconique en 1994, consacrant une génération dorée canadienne avec des joueurs comme Rees, Charron ou Gordon,.
Cette victoire et d'autant plus remarquable que cette même équipe de France remporte, dans la foulée de ce match, une tournée historique matchs contre la Nouvelle-Zélande, remportant ces deux matchs avec notamment le désormais célèbre « essai du bout du monde »,.

## Confrontations

### Confrontations officielles
| No | Date              | Lieu                                       | Match           | Score   | Compétition              |
| -- | ----------------- | ------------------------------------------ | --------------- | ------- | ------------------------ |
| 1  | 13 octobre 1991   | Stade Armandie, Agen — France              | France – Canada | 19 – 13 | Coupe du monde (poule D) |
| 2  | 4 juin 1994       | Twin Elms Park, Nepean — Canada            | Canada – France | 18 – 16 | Tournée                  |
| 3  | 17 décembre 1994  | Stade Léo-Lagrange, Besançon — France      | France – Canada | 28 – 9  | Test match               |
| 4  | 2 octobre 1999    | Stade de la Méditerranée, Béziers — France | France – Canada | 33 – 20 | Coupe du monde (poule C) |
| 5  | 23 novembre 2002  | Stade de France, Saint-Denis — France      | France – Canada | 35 – 3  | Test match               |
| 6  | 10 juillet 2004   | York Stadium, Toronto — Canada             | Canada – France | 13 – 47 | Test match               |
| 7  | 12 novembre 2005  | Stade de la Beaujoire, Nantes — France     | France – Canada | 50 – 6  | Test match               |
| 8  | 18 septembre 2011 | McLean Park, Napier — Nouvelle-Zélande     | France – Canada | 46 – 19 | Coupe du monde (poule A) |
| 9  | 1er octobre 2015  | Stadium MK, Milton Keynes — Angleterre     | France – Canada | 41 – 18 | Coupe du monde (poule D) |

### Confrontations non-officielles
Durant l'histoire des confrontations entre les deux nations, certaines ne créditent aucune cape internationale aux joueurs les disputant, l'opposition n'ayant pas le statut officiel de test match.
| No | Date        | Lieu                                     | Match                | Score   | Compétition |
| -- | ----------- | ---------------------------------------- | -------------------- | ------- | ----------- |
| –  | 1 juin 1994 | Fletcher's Fields (en), Markham — Canada | Canada B – France XV | 31 – 34 | Tournée     |